# Okres Freistadt
Okres Freistadt je okres v rakouské spolkové zemi Horní Rakousy. Má rozlohu 993,86 km² a žije zde 64 982 obyvatel (k 1. 1. 2011). Sídlem okresu je město Freistadt. Okres se dále člení na 27 obcí (z toho 2 města a 17 městysů). Leží u hranic s Českou republikou.

## Města a obce

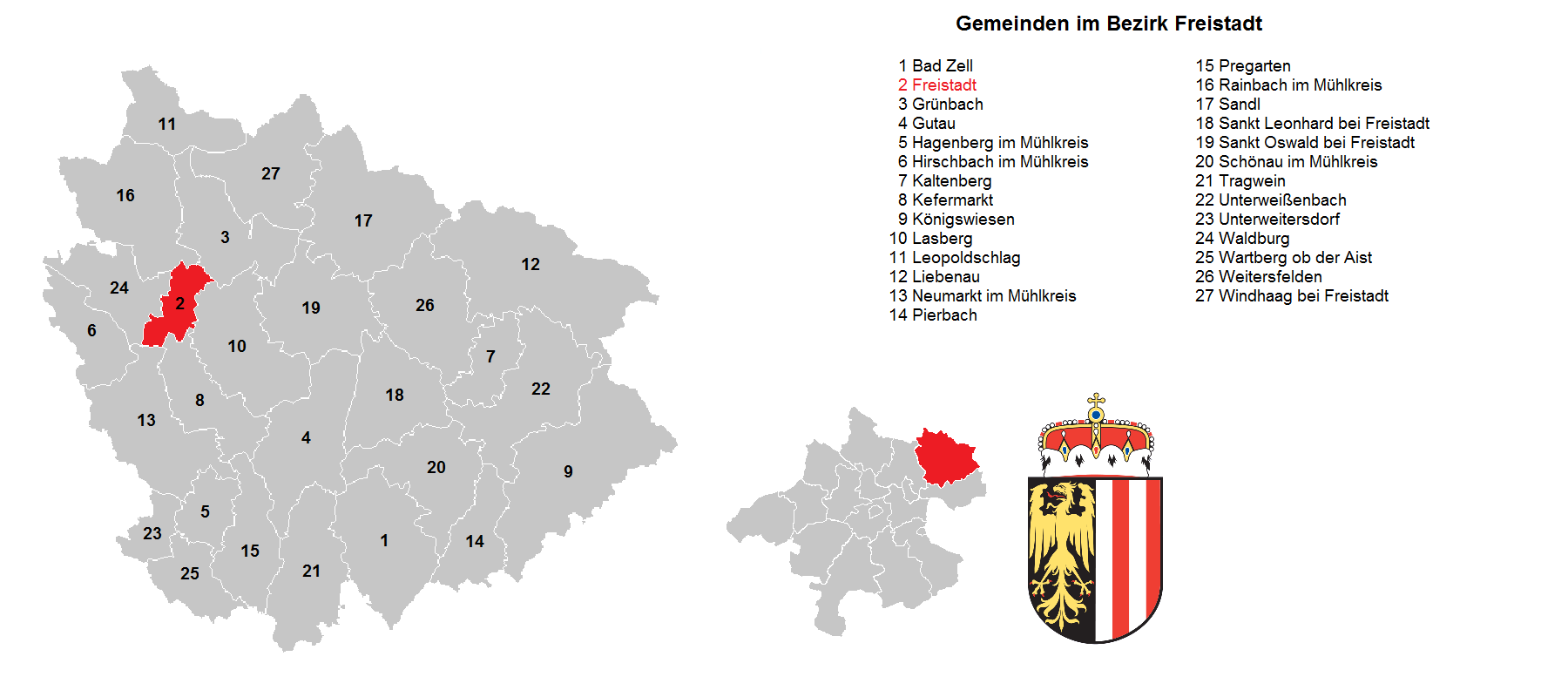
Obce v okrese Freistadt

| Města: - Freistadt - Pregarten Městysy: - Bad Zell - Gutau - Hagenberg im Mühlkreis - Kefermarkt - Königswiesen - Lasberg - Leopoldschlag - Liebenau - Neumarkt im Mühlkreis - Rainbach im Mühlkreis - Sankt Leonhard bei Freistadt - Sankt Oswald bei Freistadt - Tragwein - Unterweißenbach - Wartberg ob der Aist - Weitersfelden - Windhaag bei Freistadt | Obce: - Grünbach - Hirschbach im Mühlkreis - Kaltenberg - Pierbach - Sandl - Schönau im Mühlkreis - Unterweitersdorf - Waldburg |